# بهجرد العليا (فتح أباد)
بهجرد العلیا (بالفارسية: بهجرد علیا) هي قرية تقع في إيران في Fathabad Rural District.